# 바덴 (스위스)
바덴(독일어: Baden)은 스위스 아르가우주에 위치한 도시로, 면적은 13.18km2, 높이는 381m, 인구는 18,404명(2011년 기준), 인구 밀도는 1,397명/km2이다.
취리히에서 북서쪽으로 25km 떨어진 리마트 계곡(리마탈)에서 주로 서쪽에 위치한다. 리마트의 미네랄 온천은 적어도 로마 시대부터 유명해졌다. 공식 언어는 (스위스 표준의 다양한) 독일어이지만 주요 사용 언어는 현지 알레만어 스위스 독일어 방언이다. 2010년 인구는 18,000명이 넘었다.

## 역사
바덴은 로마 시대 자료에서 아쿠아 헬비티카(Aquae Helveticae, ‘헬베티아의 물’)로 처음 증명되었다. 히포크라테스는 광천수를 사용하지 말라고 조언했지만, 비트루비우스, 플리니우스, 갈레노스 시대에는 특정 질병에 선택적으로 사용하고 있었다. 의학적 용도 외에도 로마인들은 레크리에이션과 종교적인 용도로 천연 샘을 숭배했다. 타키투스는 도시를 비스듬히 언급하면서 “마을의 모습으로 지어진 곳 ... 건강한 물을 위해 많이 사용되는 곳”으로 설명한다. 이 로마의 비쿠스는 하젤펠트의 바덴 협곡 북쪽에 있었고, 빈도니사에 있는 군단병 진영을 지원하기 위해 세워졌다. 리마트강의 왼쪽 제방에 47°C의 온천수를 공급하는 수영장 단지가 있었다. 비쿠스의 주축은 핀도니사 도로였으며, 그 길은 경사면과 나란히 나있었다. 그 옆에는 상업용 건물과 주거용 건물이 들어서 있는 포르티코가 있었다. 정착지의 중심에는 부유한 별장과 같은 구조물이 있었다. 리조트, 주거와 상업 지구는 모두 1세기 전반에 걸쳐 상당한 규모로 성장했다. 그러나 서기 69년에 21군단은 네 명의 황제의 해의 갈등 속에서 도시를 불태웠다. 목조 건물은 파괴되었고 도시는 돌로 재건되었다. 이 도시는 101년 비노니사 진영이 폐쇄된 후 일부 축소되었지만, 무역으로 살아남았다. 2세기 후반에 레기누스의 도예공방과 게멜리아누스의 청동 작품이 번성했다. 그러나 3세기 중반경에 알레만니족과 훈족의 여러 침략으로 주거지가 위협받았다. 웅덩이는 요새화되었고, 온천에 대한 언급이 새겨진 많은 동전들이 이 웅덩이가 고대 후기까지 계속 정착했음을 보여주지만, 하젤펠트 정착지의 확장은 끝이 났다.
목욕은 카롤루스 1세 시대에 다시 자주 사용되었다. 카펠러호프의 중세 묘지는 7세기까지 거슬러 올라가며 지역 영주가 슈타인을 요새화한 것은 10세기까지 거슬러 올라간다. 현대적인 이름인 바덴은 1040년에 처음으로 확인되었다. 그 당시 그 땅은 렌츠부르크 가문이 차지했으며 일부는 12세기에 스스로를 ‘바덴 백작’이라고 칭하고 성을 건설했다.
1172년경 체링겐 가문의 사멸로 그곳은 호엔슈타우펜가, 체링겐가 및 키부르크가로 분할되었다. 키부르크 가문은 하르만 3세와 상속녀 리첸차의 결혼을 통해 바덴의 지배권을 얻었다. 1230년경에 그들은 중세 도시인 바덴을 건설했고, 1242년에 시장을 열고, 강을 건너는 다리를 놓았다. 1264년에 자식이 없던 하트만 4세가 죽자 그 땅은 루돌프 폰 합스부르크가 그의 아내 게르트루데의 권리를 주장하면서 점령했다. 슈타인성은 합스부르크 집행관들이 소유했으며, 주변 영토에 대한 관리와 기록 보관소를 유지했다. 남부연합은 1415년 아르가우 정복 당시 성을 포위하고 그 기록을 파괴했다. 그리하여 바덴 카운티가 설립되었다.
연방 하에서 그들의 집행관은 다리에 대한 접근을 통제하면서, 리마트강의 오른쪽 제방에 성을 지켰다. 스위스 의회는 1426년부터 1712년경까지 바덴에서 반복적으로 개최되어 바덴을 스위스의 수도로 만들었다. 의회가 모인 시청사는 여전히 방문할 수 있다. 15세기 동안 이 도시는 스파 리조트(Kurort)로 인기를 되찾았다. 이 도시는 1526년 5월 21일부터 6월 18일까지 성변화(화체화)에 관한 유명한 논쟁의 장소였다. 직접 참석하기를 거부한 그는 전기간 동안 브로드시트를 인쇄하고 조수인 요하네스 외콜람파디우스(Johannes Oecolampadius)를 보내 요한 에크(Johann Eck)와 토마스 무르너(Thomas Murner)에 대해 토론하도록 했다. 결국 과반수가 개혁파에 반대하기로 결정했지만, 그들을 대신하는 상당한 블록도 등장했다. 요한 피스토리우스는 1589년에 이 도시에서 논쟁을 벌였다. 슈타인은 1658년과 1670년 사이 언젠가 다시 요새화되었지만, 1712년에 요새는 다시 버려졌다.

## 지리

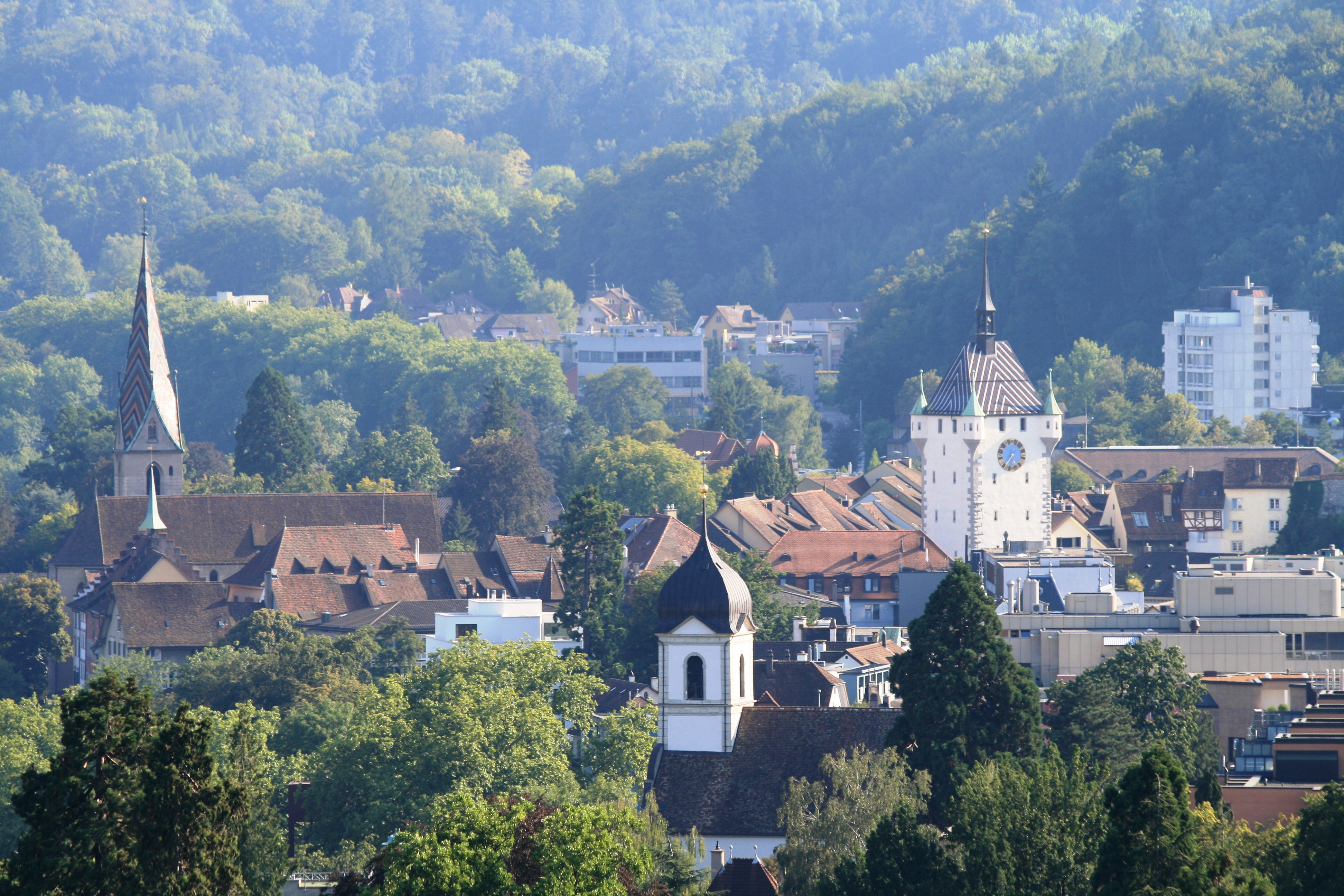
바덴 구시가지는 언덕 위에 자리를 틀고 있다

바덴 시내는 리마트강의 왼쪽 강둑에 있으며 그 이름을 딴 리마트 계곡이 있다. 그 지역은 카펠러호프, 알멘트, 마이어호프 및 크뤼츨리베르크로 나뉜다. 1962년에 바덴은 데트빌의 인접한 마을도 흡수했다. 강의 오른쪽 제방에는 엔네트바덴 마을이 있다. 이전에는 ‘작은 바덴’(클라이네 베더)이었다.
2004년 9월 조사 기준으로 바덴의 면적은 13.17k㎡이다. 이 지역 중 약 8.6%가 농업용으로 사용되고 55.8%가 산림이다. 나머지 토지 중 33.7%는 정착지(건물 또는 도로)이고 1.8%는 불모지이다. 2004년 9월 조사에서 총 275ha 또는 전체 면적의 약 20.8%가 건물로 덮여 있었는데, 이는 1982년 양보다 44ha 증가한 것이다. 같은 기간 동안 시정촌의 레크리에이션 공간은 4ha 증가했으며 현재 전체 면적의 약 3.18%이다. 농경지 중 14ha는 과수원과 포도원으로 사용되고 107ha는 들판과 초원이다. 1982년 이래로 농경지는 53ha 감소했다. 같은 기간 동안 삼림 면적은 3ha 감소했다.
바덴이라는 이름을 부여한 뜨거운 유황 온천은 시내 북쪽에 있으며 약 20개이다. 온도는 37~52°C이다.

## 인구통계
바덴의 인구(2020년 12월 기준)는 19,621명이다. 2015년 기준으로 인구의 26.7%가 거주하는 외국인이다. 2015년에 독일에서 소수의 소수(인구의 6.6% 또는 1,261명)가 태어났다. 지난 5년(2010-2015년) 동안 인구는 6.04%의 비율로 변화했다. 2015년 지자체의 출생률은 12.4명이었고 사망률은 주민 1000명당 6.9명이었다.
2000년 기준 인구 대부분인 83.8%는 독일어를 사용하며, 이탈리아어가 2위(3.3%)이고 세르비아-크로아티아어가 3위(3.0%)이다.
2015년 기준으로 아동·청소년(0~19세) 인구가 17.6%, 성인(20~64세)이 66.9%, 노인(64세 이상)이 15.6%를 차지한다. 2015년에는 독신 거주자가 9,390명, 기혼 또는 동거 중인 사람이 7,371명, 미망인이 744명, 이혼한 거주자가 1,506명, 질문에 답변하지 않은 사람이 1명이었다.
2015년에 바덴에는 8,996개의 개인 가구가 있었고 평균 가구 규모는 2.09명이었다. 2015년에 지자체의 모든 건물 중 약 52.2%가 단독 주택이었다. 이 비율은 주 비율(67.4%)보다 훨씬 낮으며, 전국 비율(57.4%)보다 낮다. 2000년 시정촌의 2,858채의 주거동 중 단독주택이 약 53.9%, 다가구주택이 25.2%였다. 또한 1919년 이전에 건설된 건물의 약 19.4%, 1991년에서 2000년 사이에 11.1%가 건설되었다. 2014년 인구 1000명당 신규 주택 건설 비율은 5.25개였다. 2016년 시정촌 공실률은 0.34%였다.
역사적 인구는 다음 차트에 나와 있다.

## 경제

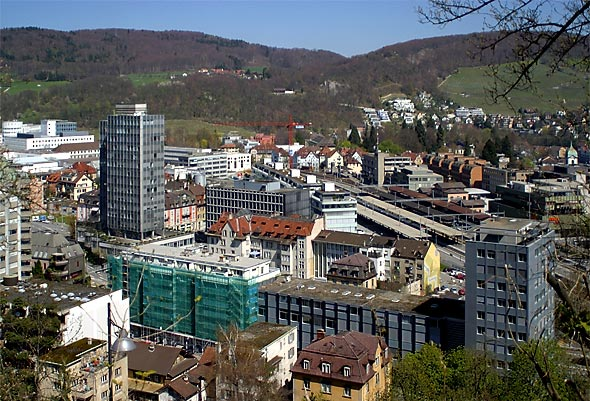
바덴역과 주변 지역

바덴은 중간 규모의 지역 중심지이자 바덴 – 브루크 광역권의 중심이다.
2014년 기준으로 자치단체에 고용된 사람은 총 29,858명이다. 이 중 1차 경제 부문의 8개 사업체에서 총 69명이 근무했으며 이 중 2명은 총 49명의 직원을 고용했다. 2차 부문은 174개의 개별 사업에서 9,081명의 근로자를 고용했다. 총 1,138명의 직원이 있는 10개의 중소기업과 6,519명의 직원(평균 규모 1,087명)의 6개의 대기업이 있었다. 마지막으로 3차산업 2,173개 기업에서 20,708개의 일자리를 제공했다. 2013년에는 2차 및 3차 부문에서 각각 5개 및 123개의 새로운 회사가 설립되었다. 2014년 기준 2,124개 중소기업(50인 미만)에서 총 12,672명의 직원이 근무하고 있다. 4,896명의 직원을 둔 45개의 중소기업과 3,140명의 직원을 가진 4개의 대기업(평균 규모 785명)이 있었다. 2014년 신규 사업체 수는 9개, 133개였다. 이들 신규 사업체는 2013년 총 204명, 2014년 총 232명을 고용했다.

2015년에는 전체 인구의 5.2%가 사회 지원을 받았다. 2011년 지자체의 실업률은 3.1%였다.
2015년 국내 호텔은 총 87,062건의 숙박을 했으며 그 중 66.9%가 해외 방문객이었다.
2015년에 CHF 80,000를 버는 두 자녀를 둔 부부에 대한 지자체의 평균 주, 시 및 교회 세율은 CHF 150,000를 버는 독신자의 세율이 14.5%였으며, 둘 다 캐나다 평균에 가깝다. 주. 2013년에 납세자 1인당 시정촌 평균 소득은 CHF 87,822이고 1인당 평균 소득은 CHF 44,022로 각 주 평균 CHF 79,140 및 CHF 35,073보다 크다. 또한 전국 납세자 1인당 평균 CHF보다 크다. 82,682이고 1인당 평균 CHF 35,825이다.
2000년 기준으로 자치단체에 거주하는 전체 근로자는 9,223명이다. 이 중 주민의 약 60.4%인 5,567명이 바덴 외곽에서 일했고 15,103명이 일을 위해 지자체로 통근했다. 지자체에는 총 18,759개의 일자리(주당 최소 6시간)가 있었다.
19세기와 20세기에 바덴은 이전 Brown Boveri Company의 주요 소재지인 산업 도시가 되었다. 대부분의 산업 시설은 이전되었지만, 바덴은 여전히 ABB의 많은 엔지니어링 서비스와 2015년 알스톰에서 인수한 GE의 전력 사업의 여러 지점의 자리이다. 도시 북쪽의 이전 산업 지구는 현재 사무실, 쇼핑 및 레저 시설로 재개발되었다.
바덴에도 카지노가 있다.

## 교통

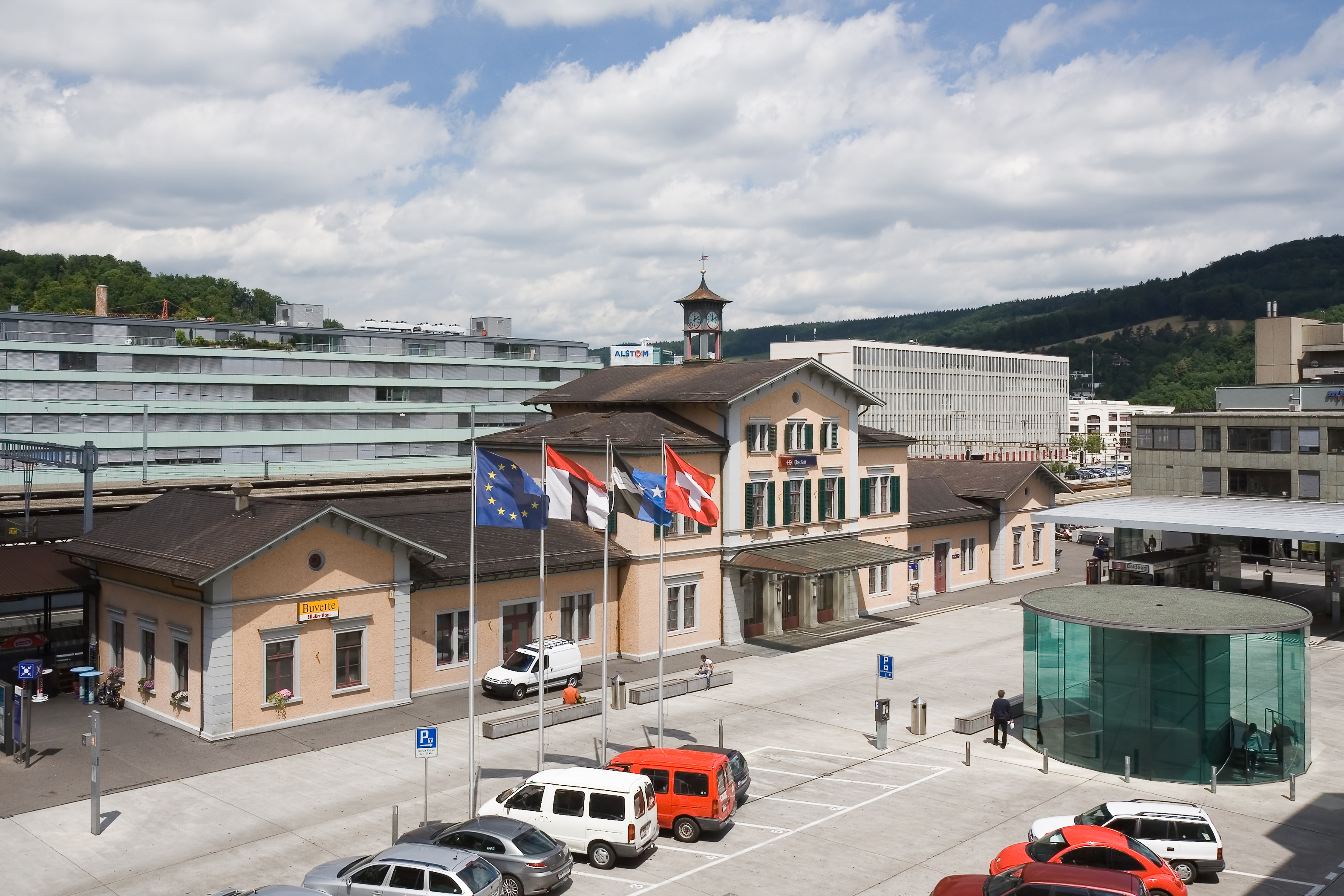
바덴역

바덴은 중요한 교통 교차로이다. 도시를 가로지르는 가장 중요한 도로는 바젤에서 취리히와 쿠어를 거쳐 키아벤나까지 이어지는 메인 스트리트 3번 도로(Hauptstrasse 3)이다. 바덴에서는 렌첸부르크 - 카이저슈툴 및 브렘가르텐 - 발트슈트 연결을 교차한다.

### 철도
바덴은 부유한 사람들을 취리히에서 바덴의 온천으로 수송하는 스위스 최초의 철도인 스페인 브로튈리 철도의 목적지였다. 오늘날 바덴은 취리히- 바젤과 취리히- 베른 철도 노선의 정기 정류장이다. 바덴은 S12 노선의 S-반 취리히역과 S6 노선의 종점역이다.
바덴역은 스위스 연방 철도의 뵈즈베르크(Bözberg) 루트에 있다. 바젤, 베른, 취리히 HB 및 취리히 공항으로 가는 급행 열차가 여기에서 정차한다.

### 고속도로
바덴은 1970년부터 고속도로 네트워크에 연결되었다. A1 고속도로 바레크 터널은 이 지역의 주요 교차로이다. 2004년까지 공사가 진행돼 논란이 일었다. 2003년에는 세 번째 터널이 고속도로를 통과하는 차량에 개방되었다. 지역 도로 교통의 중심지는 스위스에서 가장 분주한 곳 중 하나인 슐하우스 광장이다.

### 버스
바덴은 버스 서비스의 중심지이다. 바덴-베팅엔 지역 운송 회사는 바덴, 베팅엔과 이 지역의 기타 커뮤니티에서 촘촘한 버스 노선 네트워크를 운영한다. 기차역의 포스트버스 터미널은 스위스에서 가장 큰 터미널 중 하나이다. 여기에서 버리콘 - 비덴(Widen), 브렘가르텐(Bremgarten)(멜링엔 또는 슈테텐 경유 ), 카이저슈톨, 메겐빌 및 테거펠덴까지 버스가 운행된다. 뤼티호프 고립지는 멜링엔 하이터스베르크 – 브루크 포스트버스 노선으로도 접근할 수 있다.

## 자매 도시
- 루마니아 시기쇼아라